# Julian Alden Weir
Pour les articles homonymes, voir Weir.
Julian Alden Weir (30 août 1852 – 8 décembre 1919) est un peintre impressionniste américain qui fut membre de la Cos Cob Art Colony de Greenwich dans le Connecticut. Il fut aussi l'un des membres du Ten American Painters, une association d'artistes insatisfaits des prestations des organisations d'artistes professionnels, qui s'unirent, en 1898, afin d'exposer en commun leurs œuvres.

## Jeunesse, famille et études
Weir est né et a grandi à West Point dans l'État de New York. Il est le fils de Robert Walter Weir, professeur de dessin à Académie militaire. Son frère aîné, John Ferguson Weir, devint également un peintre célèbre dans le style des écoles de l'Hudson et de Barbizon.
Julian Weir commença ses études artistiques à la National Academy of Design au début des années 1870, avant de rejoindre l'École des beaux-arts de Paris en 1873. En France il étudie sous la direction de Jean-Léon Gérôme et d'Adolphe Yvon et se lie d'amitié avec Jules Bastien-Lepage et Albert Edelfelt.

## Galerie

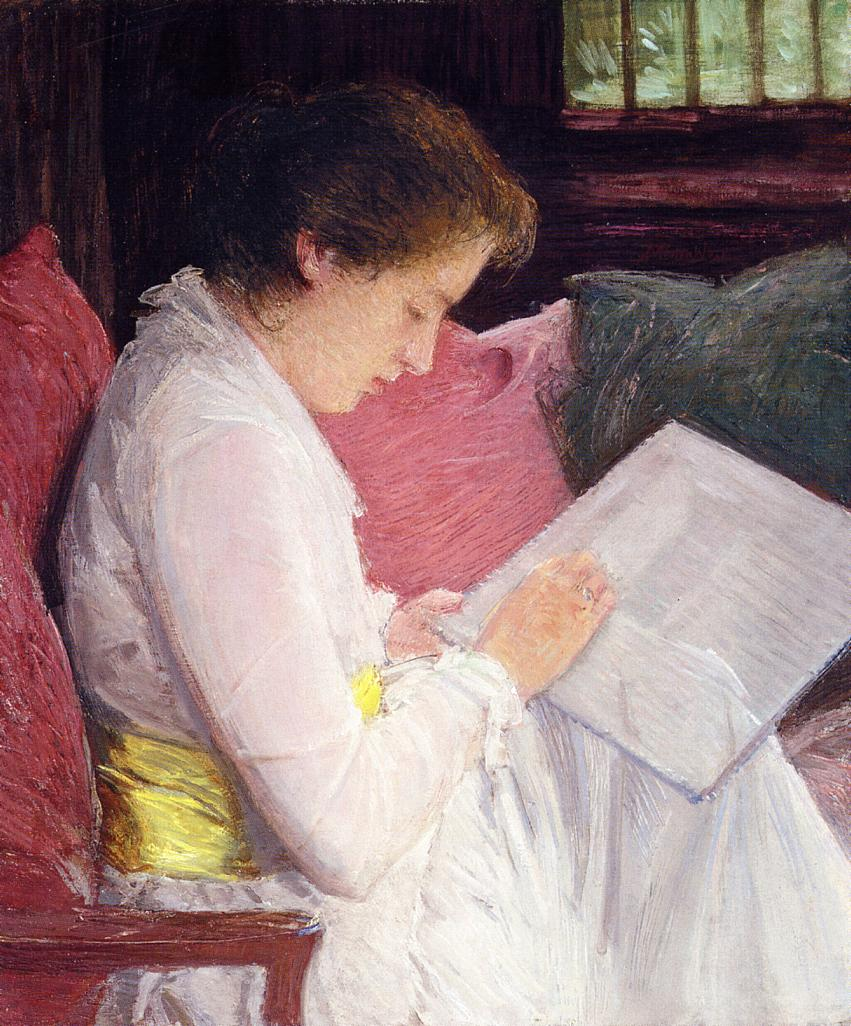
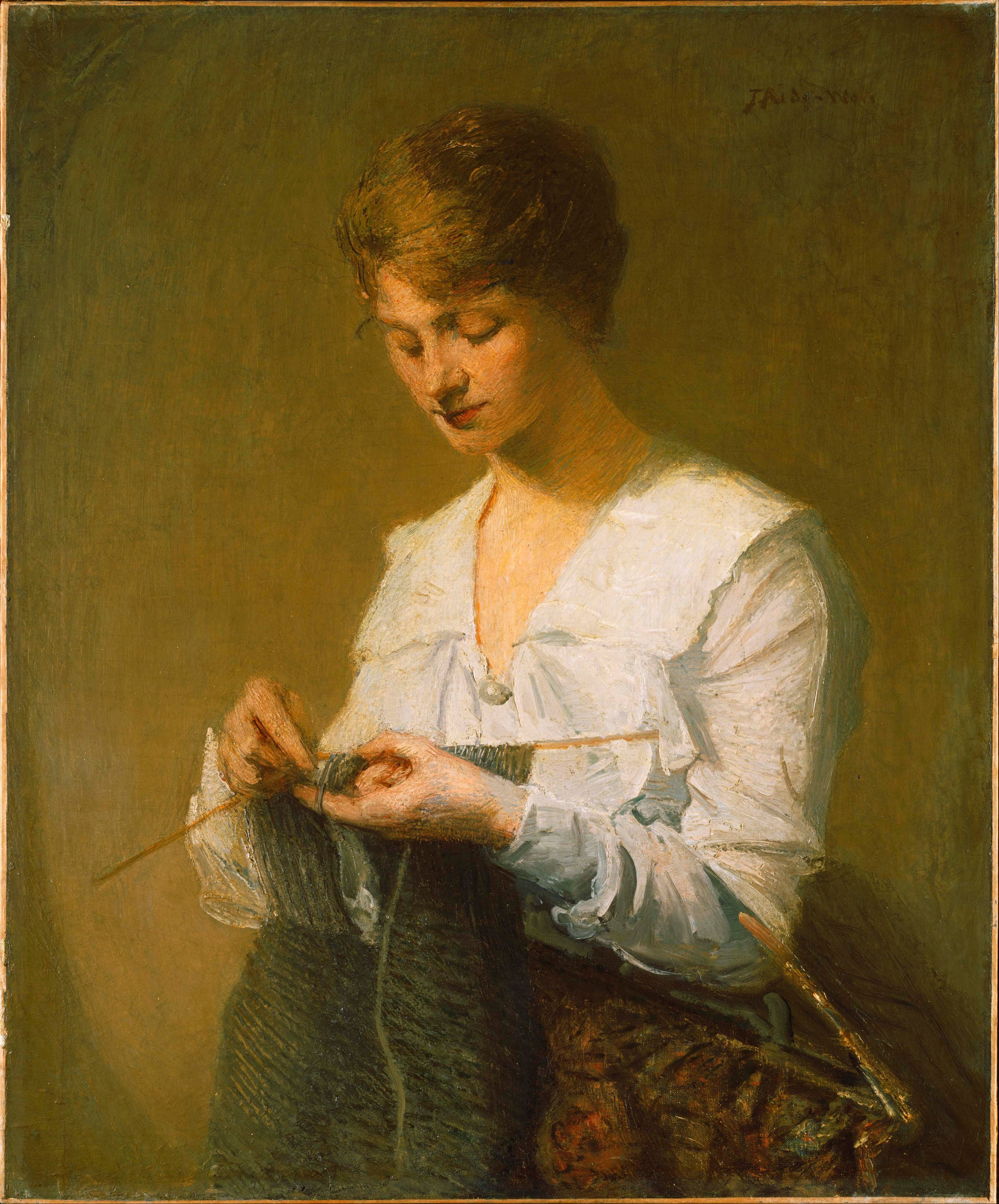
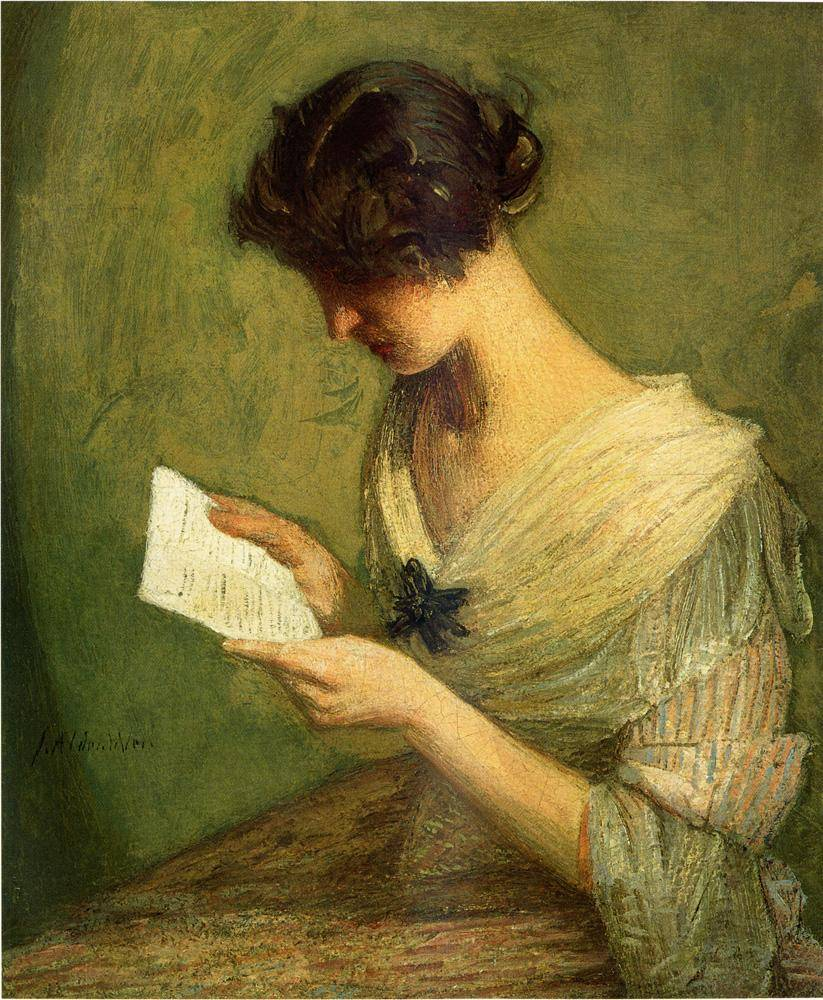
the letter
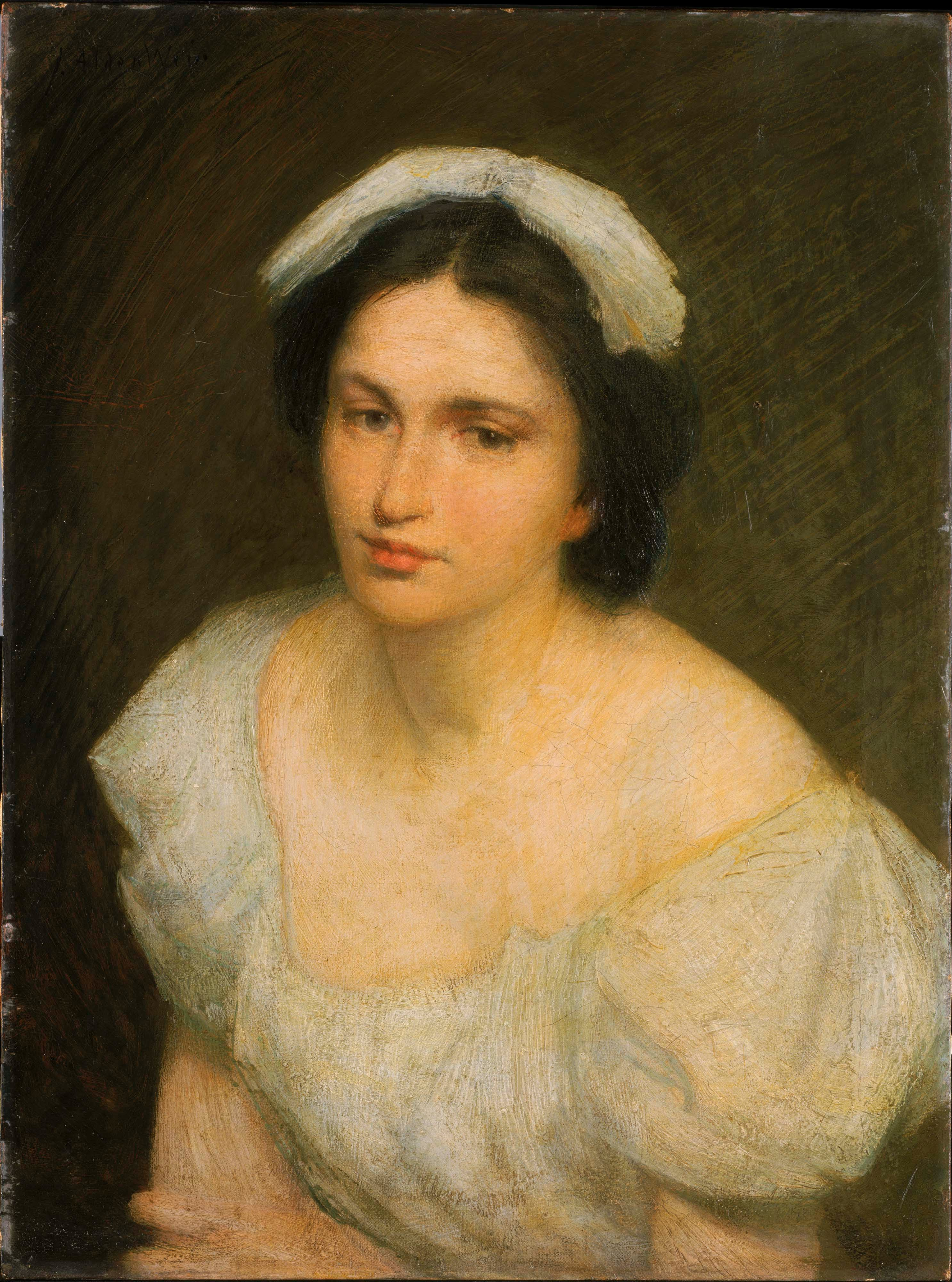
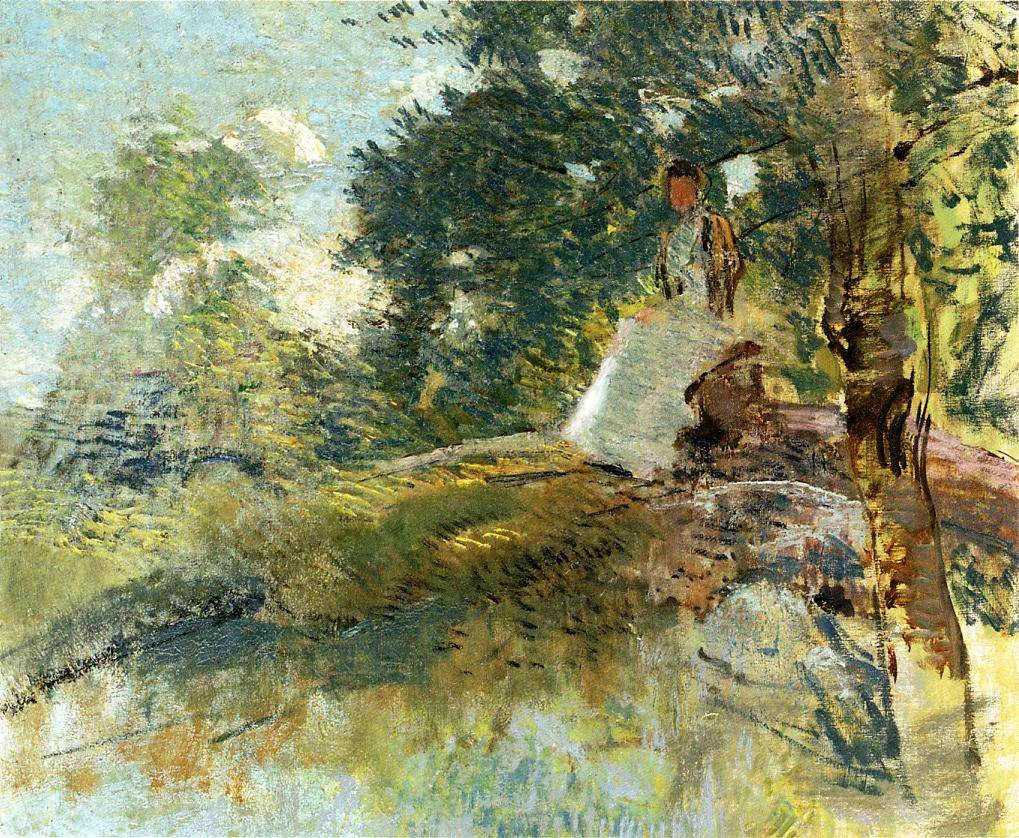
landscape with seated figure
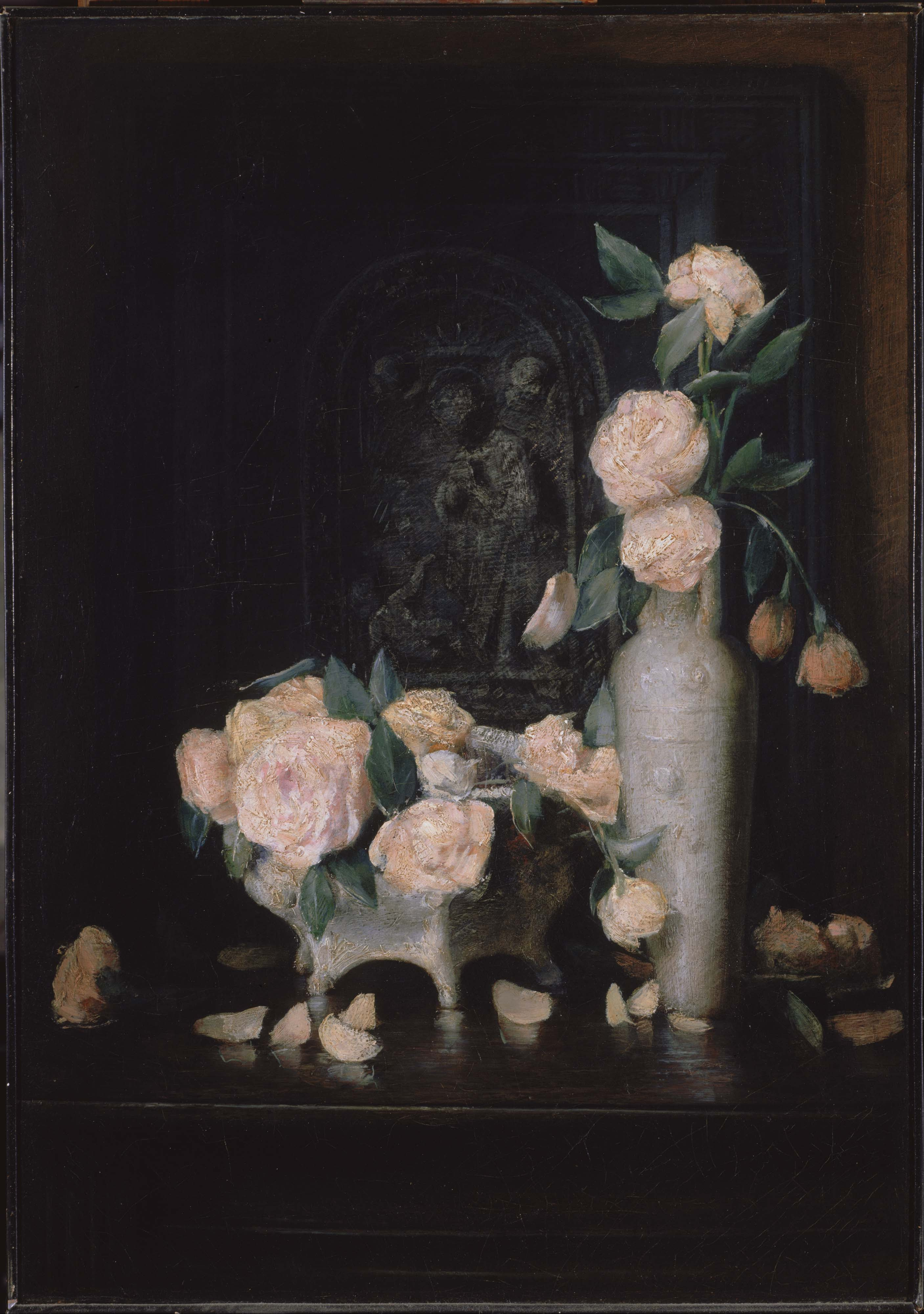

## Sources
- Doreen Bolger Burke, J. Alden Weir: An American Impressionist. Cranbury NJ: Associated University Presses and Cornwall Books, 1983.  (ISBN 0-87413-220-7)
- William H. Gerdts, American Impressionism, 2nd Edition, New York: Abbeville Press Publishers, 2001.  (ISBN 0-7892-0737-0)
- Susan G. Larkin, The Cos Cob Art Colony. New York: the National Academy of Design, 2001.  (ISBN 0-300-08852-3)

### Autres
1. ↑  « https://library.frick.org/permalink/01NYA_INST/1eocvqu/alma991007473339707141 »
2. ↑  (sv) Maria Vainio-Kurtakko, Ett Gott Parti, Helsinki, Svenska litteratursällskapet i Finland, 2022 (ISBN 978-951-583-557-4, lire en ligne)